# Pimmit Hills (Virginia)
Pimmit Hills es un lugar designado por el censo en el  condado de Fairfax, Virginia  (Estados Unidos). Según el censo de 2010 tenía una población de 6.094 habitantes.

## Demografía
Según el censo del 2000, Pimmit Hills tenía 6.152 habitantes, 2.258 viviendas, y 1.530 familias. La densidad de población era de 1.604,9 habitantes por km².
De lqs 2.258 viviendas en un 29,4%  vivían niños de menos de 18 años, en un 55,8%  vivían parejas casadas, en un 8,3% mujeres solteras, y en un 32,2% no eran unidades familiares. En el 21,7% de las viviendas  vivían personas solas el 6,3% de las cuales correspondía a personas de 65 años o más que vivían solas. El número medio de personas viviendo en cada vivienda era de 2,72 y el número medio de personas que vivían en cada familia era de 3,2.
Por edades la población se repartía de la siguiente manera: un 21,2% tenía menos de 18 años, un 8,8% entre 18 y 24, un 36% entre 25 y 44, un 23,5% de 45 a 60 y un 10,4% 65 años o más.
La edad medio era de 36 años.  Por cada 100 mujeres de 18 o más años  había 99,9 hombres.
La renta media por vivienda era de 63.028$ y la renta media por familia de 65.216$. Los hombres tenían una renta media de 42.402$ mientras que las mujeres 35.750$. La renta per cápita de la población era de 28.581$. En torno al 2% de las familias y el 2,5% de la población estaban por debajo del umbral de pobreza.

## Localidades adyacentes
El siguiente diagrama muestra a las localidades más próximas a Pimmit Hills.